# أوفى بن أبي بكر
أوفى بن أبي بكر  الدبيالي الشمشوي  (1232 – 1300 هـ/ 1817 – 1881 م) شاعر موريتاني.

## اسمه وحياته
أوفى هي كنية غلبت على أحد علماء القرن 13هـ/19م في موريتانيا أو ما كان يعرف سابقا ببلاد شنقيط. وهو مصطفى بن أبي بكر بن عبد الله بن أشفغ مصر بن محنض الألفغي ثم الشمشوي. ولد أوفى في منطقة إيكيدي التاريخية في الجنوب الغربي في ولاية الترارزة حاليا بموريتانيا. ظهرت عليه علامات النبوغ وهو صبي حيث حفظ القرآن في سن مبكر. ودرس المتون الفقهية الأولية في بيت والده أبو بكر بن عبد الله ولد أشفغ مصر. ثم شد الرحال إلى العلامة محمذا فال ولد متالي التندغي (ت 1288 هـ/1871 م). فأكمل تعلم الفقه وباقي فنون الثقافة العربية الإسلامية من لغة وأدب وحديث وتاريخ وغيرها. كما أخذ عليه الطريقة الشاذلية في التصوف. وبعد رحلة الدراسة، عاد أوفى إلى أهله وبدأ يمارس مهنة التعليم فاجتمع عليه عدد كبير من التلاميذ وأسس حيا كبيرا عرف بحي: الرحمة. ظل يمارس التعليم ويدير شؤون حيه إلى أن توفي سنة 1300هـ /1881م في مطلع القرن 14هـ. لكن التخصص الذي اشتهر به أوفى هو الطب.

## أوفى والطب
كان أوفى شاعرا وعالما وفقيها كما تشهد على ذلك آثاره التي خلفها. لكن التخصص الذي اشتهر به حتى غلب على معارفه الأخرى هو الطب. فلا يكاد يذكر اسم أوفى في موريتانيا إلا وذكر الطب والعكس صحيح. فقد عرف بفهم الأمراض والقدرة على معالجتها. وشفى الله على يديه العديد من الناس والكثير من الأمراض. وتحتفظ الذاكرة الجمعية الشعبية للموريتانيين بالكثير من القصص، التي لا يتسع المجال لذكرها هنا، من غريب طب أوفى.

## أوفى الشاعر
ربما لا يعرف الكثير من الموريتانيين أن أوفى كان شاعرا، رغم أنهم يحفظون بعض الأبيات التي نظم بها نصائح طبية مفيدة بأسلوب شاعري ظريف ورقيق كقوله: واحذر أخي برد الخريف فإنه مستلطف مستعذب خطاف يسري إلى الأبدان في غسق الدجا بلطافة ومن اللطيف يخاف لم يترك أوفى غرضا شعريا إلا ونظم فيه. ورغم ذلك، فقد غلب على شعره الطابع الديني بسبب نزعته الصوفية التي طبعت ديوانه لتمثل الابتهالات الدينية والمديح النبوي نسبة كبيرة من الديوان. ومن ذلك قوله:
ومن جيد شعره، قوله يرثي سهله بن ياعبيد، وهو من علماء إداشفاغه: كيف اهتداء أخ الحاجات في سفره والشمس قد أفلت بالنور من بصره حار الزمان وأهل الأرض من حدث فاجا بتعطيل برج العلم من قمره هو الجواد إذا ما الغيث أخلفنا يروي العفاة وأهل الأرض من بذره هو المجلي من أفراس السماح ولا يرى له دهره السكيت في مطره صاف المودة للإخوان خلفه فيهم أبوها ليدركوا كنه مختصره فمدحه طول لفظي ليس يبلغه فلست أوثره فيه على قصره ويقول في وصف قافلة: لله عير لها بعد الهُدوِّ سُرًى وفي الهواجير أخلاق الشياطين تقود قطرانَها بُزلٌ موقرة لها توأد من يمشي على طين تخال آثارها لنسف أرجلها على اللواحب آثار الخراطين تبتاع بالملح أرزاقا مضاعفة تعلو السقوف بها مثل الأساطين فعاق أصحابَها عن فعل عادتهم خوف البغاة وطغيان السلاطين.

## علاقته بمعاصريه
ربطت أوفى علاقات كثيرة مع معاصريه من شعراء وعلماء وأعيان. فمدح بعضهم ومدحه بعضهم وتبادل الرسائل مع بعضهم الآخر. فممن مدحهم أوفى، الجواد أواه وفيه يقول:
ومن الذين مدحوا أوفى، أبو بكر بن فتى الشقروي بمقطوعة منها:
ومن الذين مدحوا أوفى، الشاعر الشيخ السالم ولد آبوده بقوله:
ومن الذين تبادل معهم رسائل، امام ولد عبد الودود الذي يقول مخاطبا أوفى:
فرد عليه أوفى:

## مؤلفاته
ترك عددا من المؤلفات التي خلدت ذكره. ومن أبرزها:
- عمدة الالعمدة

طبيب، وهي ألفية هي الطب بلغت 1204 أبيات.
- قواعد التدبير، وهو نظم قصير يجمل فيه قواعد الحفاظ على الصحة.
- أجوبة العلامة محمذا فال ولد متالي، وهي أجوبة هذا الشيخ على أسئلة فقهية. وقد دونها أوفى عندما كان طالبا للعلم في محظرة ولد متالي.
- فتاوي فقهية متفرقة حول بعض النوازل التي وردت إليه.
- ديوان شعري.

ورغم هذه المكانة العلمية السامقة، لم يحظ أوفى بعدد كاف من الدراسات. فلم يطبع من مؤلفاته سوى مؤلفه: “أجوبة ولد متالي”، الذي جمعه وحققه لمرابط ولد النح في إطار بحث للتخرج من المعهد العالي للدراسات والبحوث الإسلامية سنة 1988م.